# Минское сельское поселение (Костромская область)
Ми́нское се́льское поселе́ние — муниципальное образование в Костромском районе Костромской области России.
Административный центр — село Минское.

## История
Минское сельское поселение образовано 30 декабря 2004 года в соответствии с Законом Костромской области № 237-ЗКО, установлены статус и границы муниципального образования.

## Население
| 2008  | 2010  | 2012  | 2013  | 2014  | 2015  | 2016  |
| ----- | ----- | ----- | ----- | ----- | ----- | ----- |
| 2567  | ↗2692 | ↗2742 | ↗2802 | ↗2863 | ↗2940 | ↗3049 |
| 2017  | 2018  | 2019  | 2020  | 2021  |       |       |
| ↗3105 | ↗3135 | ↗3215 | ↗3276 | ↘2644 |       |       |

## Состав сельского поселения
| №  | Населённый пункт | Тип населённого пункта       | Население |
| -- | ---------------- | ---------------------------- | --------- |
| 1  | Горинское        | деревня                      | ↗6        |
| 2  | Жужелино         | деревня                      | ↗36       |
| 3  | Залесье          | деревня                      | →0        |
| 4  | Зубино           | деревня                      | ↘27       |
| 5  | Иванниково       | деревня                      | ↗11       |
| 6  | Катино           | деревня                      | ↗50       |
| 7  | Козловы горы     | местечко                     | ↘131      |
| 8  | Колос            | местечко                     | ↘87       |
| 9  | Крутик           | посёлок                      | ↗110      |
| 10 | Куликово         | деревня                      | ↘82       |
| 11 | Минское          | село, административный центр | ↗1866     |
| 12 | Нажерово         | деревня                      | ↗95       |
| 13 | Новинки          | деревня                      | ↗1        |
| 14 | Подолец          | деревня                      | ↘82       |
| 15 | Пушкино          | деревня                      | →0        |
| 16 | Руболдино        | деревня                      | ↘43       |
| 17 | Становщиково     | деревня                      | ↗71       |
| 18 | Турабьево        | деревня                      | ↗44       |
| 19 | Юрьево           | деревня                      | ↗26       |